# ドイツ国法学者協会
ドイツ国法学者協会（ドイツこくほうがくしゃきょうかい、独: Vereinigung der Deutschen Staatsrechtslehrer）は、1922年10月にハインリヒ・トリーペルによって設立された公法学の教授の学術団体である。2018年時点では799人の協会員が在籍する。 

## 創設とワイマール時代
長きにわたって国法学者の団体が望まれ続けた後、1922年10月13日および14日、フンボルト大学ベルリンのホールで、ベルリンの国法学者によって招集された集会が開催された。集められた国法学者67人のうち、42人が出席した。   
- 例えば、ベルリンから、フーゴー・プロイス、ルドルフ・スメント、ハインリヒ・トリーペルが、ボンから、 カール・シュミットが、ハレから、オットマール・ビューラーが、ハイデルベルクから、ゲルハルト・アンシュッツ、リチャード・トーマが、キールから、ヘルマン・ヘラー、ヴァルター・イェリネク、ロストックから、マクス・ヴェンツェルが、テュービンゲンから、ルートヴィヒ・フォン・ケラー、カール・ザルトリアスが参加した。

ハインリヒ・トリーペルは団体の長に、ゲルハルト・アンシュッツ、リチャード・シュミット、アントン・ディロフは代理人に、フリッツ・シュティア・ソムロは書記に選出された。出席者は、すべての出席者が構成員として参画する、「ドイツ国法学者協会」を設立する根拠となる規約を採択した。 
ワイマール共和国の時代には、ドイツ国法学者協会は7回開催され、80人から90人の協会員で推移した。

## 総会および総会記録
年に一度、交代で各大学の法学部において総会が行われ、それはドイツで最も重要な公法学の総会とみなされている。総会の記録は、「ドイツ国法学者協会雑誌（VVDStRL）」という題名で発行される。 

## 影響
この協会は、ドイツで最も保守的でエリート主義的な集団の1つであると長い間みなされてきた。ハイベルト・プラントルによれば、ドイツ語圏の正教授と私講師で、入会を推薦されず、または推薦にもかかわらず受け入れられない場合は、学界での存在という意味での評判が無いと考えられなければならないという。 

## 理事
理事（理事長と2人の代理人を含む）は、規約に従い、2年間の任期で選出される。2017年から、理事長はカール・ペーター・ゾマーマン、代理人はウテ・ザクソフスキーとクリスティアン・ヴァルトホフである。 

## 文献
- ハインリヒ・トリーペル「ドイツ国法学者協会」AöR43（1922）pp349-351, 351-353（規約）
- 「ドイツ国法学者協会50年」AöR97（1972）、pp345 ー
- ミヒャエル・シュトライス「ドイツ国法学者協会。その歴史へのコメント」Critical Quarterly Journal of Law 80（1997）、pp.339-358
- ミヒャエル・シュトライス『ドイツにおける公法の歴史』第3巻：1914年から1945年の共和国と独裁政権における国法学および行政法学（CH Beck社、1999） ISBN 3-406-37002-0　pp186-202
- ラインハルト・ミュラー「私たちもそこにいる：消さないでほしい！」 FAZ 25(2013年1月)p7

## リンク
- ドイツ国法学者協会のウェブサイト
- 協会の専門誌である、ドイツ国法学者協会雑誌（VVDStRL） 。オープンアクセスである（ただし、最近2年間分は利用できない）。

## 備考
1. ↑  Heribert Prantl: Verfassungsänderung. In: Süddeutsche Zeitung, Samstag/Sonntag, 9./10. April 2011, S. 3.